# Angelo Dellacasa
Angelo Dellacasa (né à Gênes le 5 août 1896 et mort le 8 avril 1971) est un joueur italien de football, qui jouait au poste de milieu offensif et attaquant.
Il était parfois surnommé Balletta ou bien encore Dellacasa I, pour le distinguer de son frère Eugenio, dit Dellacasa II, son coéquipier dans l'équipe d'Andrea Doria.

## Biographie
Il est formé dans sa ville natale de Gênes, avec les rossoblu. Lors de la saison 1914-1915, il rejoint l'Alessandria.
Durant la Première Guerre mondiale, avec l'interruption de toute compétition officielle, il prend quand même part à la coupe fédérale 1915-1916 avec le club de la Juventus FC.
Après la guerre, il retourne chez les grifoni, club qu'il quitte définitivement en 1921, année où il rejoint l'Andrea Doria.
En 1924-1925, il rejoint le Sampierdarenese, son dernier club avant la fin de sa carrière.